# Liste der Steinkreuze im Landkreis Regensburg
In dieser Liste der Steinkreuze im Landkreis Regensburg sind die Steinkreuze (Sühnekreuze, Kreuzsteine etc.) im Landkreis Regensburg in der Oberpfalz, Bayern aufgelistet. Diese Liste erhebt keinen Anspruch auf Vollständigkeit.
| Gemeinde, Ortsteil               | Lage                                          | Objekt                                            | Beschreibung | Akten-Nr.      | Bild                              |
| -------------------------------- | --------------------------------------------- | ------------------------------------------------- | --- | -------------- | --------------------------------- |
| Donaustauf, Donaustauf           | Albertus-Magnus-Weg (Standort)                | Steinkreuz                                        | mit Gekreuzigtem im Viernageltypus, Kalkstein, spätgotisch, bezeichnet 1482, 1674, 1880                                                                           | D-3-75-130-5   | Fotos hochladen                   |
| Donaustauf, Donaustauf           | Mozartstraße 2 (Standort)                     | Steinkreuz                                        | lateinische Form mit verbreiterten Armen, Granit, wohl spätmittelalterlich                                                                                        | D-3-75-130-41  | Fotos hochladen                   |
| Hemau, Hohenschambach            | Großetzenberger Straße (Standort)             | Steinkreuz                                        | lateinische Form mit verbreitertem Fuß und Inschrift, 16./17. Jahrhundert.                                                                                        | D-3-75-148-66  | BW                                |
| Kallmünz                         | Vilsgasse (gegenüber Vilsgasse 52) (Standort) | Steinkreuz                                        | lateinische Form mit verbreiterten Enden, 16. Jahrhundert; Sühnekreuz aus Kalkstein mit einem Weberschiffchen, Abmessungen des Zeichens 28 × 8 cm. Größe 81:57:21 | D-3-75-156-110 | Fotos hochladen                   |
| Kallmünz                         | Naabbrücke (Kallmünz) (Standort)              | Naabbrücke                                        | Doppelsteinkreuz in Form des Eisernen Kreuzes, bezeichnet 1609 | D-3-75-156-57  | weitere Bilder \| Fotos hochladen |
| Kallmünz, Rohrbach               | Mailerberg (Standort)                         | Steinkreuz                                        | in Form eines Eisernen Kreuzes, mittelalterlich, beschädigt | D-3-75-156-75  | Fotos hochladen                   |
| Lappersdorf, Lappersdorf         | Nähe Pielmühler Straße (Standort)             | Steinkreuz mit Dreinageltypus auf Inschriftsockel | Steinkreuz 1513 als Jagdgrenzstein errichtet, 1694 restauriert.                                                                                                   | D-3-75-165-24  | Fotos hochladen                   |
| Lappersdorf, Lappersdorf         | Nähe Pielmühler Straße (Standort)             | Steinkreuz mit Dreinageltypus auf Inschriftsockel | Kreuzrelief in lateinischer Form, wohl spätmittelalterlich. | D-3-75-165-24  | Fotos hochladen                   |
| Lappersdorf, Harreshof           | Hochgrain (Standort)                          | Steinkreuz                                        | griechische Form, Sandstein, wohl spätmittelalterlich. | D-3-75-165-26  | Fotos hochladen                   |
| Nittendorf, Pollenried           | Schreinerweg 15 (300 m östlich) (Standort)    | Steinkreuz                                        | Form des Eisernen Kreuzes mit Wagenrad, Kalkstein, wohl spätmittelalterlich.                                                                                      | D-3-75-175-26  | Fotos hochladen                   |
| Pettendorf, Pettendorf           | Am Sand (Standort)                            | Steinkreuz                                        | lateinische Form mit hohem Fuß, Sandstein, bez. 1633. | D-3-75-181-5   | weitere Bilder \| Fotos hochladen |
| Pfakofen, Pfakofen               | Ortsstraße 23a (Standort)                     | Steinkreuz                                        | griechische Form mit verbreitertem Fuß, Kalkstein, wohl mittelalterlich                                                                                           | D-3-75-182-8   | Fotos hochladen                   |
| Pfatter, Gmünd                   | In Gmünd (Standort)                           | Steinkreuz                                        | griechische Form mit verbreitertem Fuß, Sandstein, wohl nachmittelalterlich                                                                                       | D-3-75-183-18  | BW                                |
| Pfatter, Gmünd                   | In Gmünd (Standort)                           | Steinkreuz                                        | lateinische Form mit verbreitertem Fuß, Sandstein, wohl nachmittelalterlich                                                                                       | D-3-75-183-28  | BW                                |
| Regenstauf, Ramspau              | Nähe Regen; Schloßberg (Standort)             | Steinkreuz                                        | griechische Form mit verbreiterten Enden, Granit, spätmittelalterlich, 15./16. Jahrhundert.                                                                       | D-3-75-190-71  | Fotos hochladen                   |
| Wenzenbach                       | Pestalozzistraße (Standort)                   | Steinkreuz                                        | Griechische Form mit verbreiterten Enden, Sandstein, spätmittelalterlich                                                                                          | D-3-75-208-19  | Fotos hochladen                   |
| Wiesent (Gemeinde), Wiesent      | Lerchenhaubenweg 2 (Standort)                 | Steinkreuz                                        | griechische Form mit Wappen, auf rundem Sockel und polygonalem Schaft, Granit, bez. 1625                                                                          | D-3-75-209-8   | BW                                |
| Wörth an der Donau, Giffa        | Giffa 43a (Standort)                          | Steinkreuz                                        | griechische Form mit verbreitertem Fuß, Kalkstein, spätmittelalterlich                                                                                            | D-3-75-210-46  | BW                                |
| Wörth an der Donau, Hungersacker | Auf dem Kreuzstein (Standort)                 | Steinkreuz                                        | wohl 16. Jh. | D-3-75-210-20  | BW                                |
| Wörth an der Donau, Kiefenholz   | Mitterfeld (Standort)                         | Steinkreuz                                        | lateinische Form mit verbreitertem Fuß, Sandstein, 19. Jh. | D-3-75-210-32  | Fotos hochladen                   |
| Wörth an der Donau, Tiefenthal   | St 2125 (Standort)                            | Steinkreuz                                        | griechische Form mit verstümmeltem Arm, Granit. Wohl spätmittelalterlich                                                                                          | D-3-75-210-39  | Fotos hochladen                   |